# Rob van Dijk (voetballer)
Rob van Dijk (Voorhout, 15 januari 1969) is een voormalig Nederlands voetbalkeeper en huidig voetbaltrainer.
Hij was in het verleden onder meer keeper bij PSV en Feyenoord en was lange tijd eerste doelman bij RKC Waalwijk. In het seizoen 1993/ 94 stopte Van Dijk twee penalty's in de penalty reeks van de bekerwedstrijd Feyenoord - Willem 2. Feyenoord ging door naar de halve finale waarna het uiteindelijk de KNVB beker won. In 1996 maakte Van Dijk de overstap van Feyenoord naar RKC Waalwijk. In 2003 verlaat Van Dijk RKC en gaat spelen voor PSV en later De Graafschap om in 2005 weer terug te keren bij RKC Waalwijk. In de winterstop van het seizoen 2006/07 verruilde hij RKC Waalwijk voor SC Heerenveen; Samen met Brian Vandenbussche speelden zij afwisselend de wedstrijden voor het eerste elftal.
Vanaf 1 september 2008 is hij de vervanger van Sherif Ekramy bij Feyenoord, waar hij met zijn voormalige trainer Gertjan Verbeek werd herenigd.
Op 28 september 2008, tijdens de wedstrijd FC Groningen-Feyenoord, verving Van Dijk in de 70e minuut Henk Timmer, die geblesseerd het veld moest verlaten. Na vele Europese wedstrijden vanaf de bank te hebben toegekeken maakte Van Dijk op 2 oktober 2008 zijn Europese debuut. Hij deed dat in de gewonnen UEFA Cup-wedstrijd tegen het Zweedse Kalmar FF. Door deze overwinning plaatste Feyenoord zich voor de groepsfase van de UEFA Cup.
Op 2 augustus 2009, de eerste speelronde van het seizoen 2009/2010 tijdens de wedstrijd Feyenoord-NEC, verving Van Dijk op 40-jarige leeftijd in de 46e minuut keeper Darley die geblesseerd het veld moest verlaten. De duels daarna verdedigde hij vanaf het eerste fluitsignaal het doel. Van Dijk is tot op heden de oudste speler die ooit voor Feyenoord speelde.
Op 9 augustus 2011 is Rob van Dijk medisch gekeurd als nieuwe doelman van FC Utrecht. FC Utrecht contracteerde Van Dijk voor één seizoen. Van Dijk krijgt de rol van nestor bij de twee jonge keepers Junior Fernandez en Erik Cummins. Uiteindelijk speelde Van Dijk de meeste duels van de drie selectie keepers. Hij speelde dit seizoen achttien competitie duels, waarmee hij de oudste speler was van de Eredivisie.
Vanaf het seizoen 2012/13 is Van Dijk keeperstrainer bij SBV Excelsior, waar hij op 26 juli 2016 werd opgevolgd door Ronald Graafland. Vanaf augustus 2016 keert Van Dijk wederom terug bij Feyenoord waar hij drie jaar actief is als keeperstrainer in de midden en bovenbouw van de Feyenoord Jeugdacademy. In 2019 start Van Dijk met een online leer omgeving voor keeperstrainers en ontwikkelt de website www.keeperstrainer.com.

## Clubstatistieken
| Seizoen                   | Club          | Competitie | Duels | Goals |
| ------------------------- | ------------- | ---------- | ----- | ----- |
| 1992/93                   | Feyenoord     | Eredivisie | 2     | 0     |
| 1993/94                   | Feyenoord     | Eredivisie | 0     | 0     |
| 1994/95                   | Feyenoord     | Eredivisie | 2     | 0     |
| 1995/96                   | Feyenoord     | Eredivisie | 0     | 0     |
| 1996/97                   | RKC Waalwijk  | Eredivisie | 33    | 0     |
| 1997/98                   | RKC Waalwijk  | Eredivisie | 34    | 0     |
| 1998/99                   | RKC Waalwijk  | Eredivisie | 32    | 0     |
| 1999/00                   | RKC Waalwijk  | Eredivisie | 34    | 0     |
| 2000/01                   | RKC Waalwijk  | Eredivisie | 32    | 0     |
| 2001/02                   | RKC Waalwijk  | Eredivisie | 24    | 0     |
| 2002/03                   | RKC Waalwijk  | Eredivisie | 23    | 0     |
| 2003/04                   | PSV           | Eredivisie | 1     | 0     |
| 2004/05                   | De Graafschap | Eredivisie | 14    | 0     |
| 2005/06                   | RKC Waalwijk  | Eredivisie | 34    | 0     |
| 2006/07                   | RKC Waalwijk  | Eredivisie | 19    | 0     |
| 2006/07                   | sc Heerenveen | Eredivisie | 0     | 0     |
| 2007/08                   | sc Heerenveen | Eredivisie | 15    | 0     |
| 2008/09                   | Feyenoord     | Eredivisie | 6     | 0     |
| 2009/10                   | Feyenoord     | Eredivisie | 23    | 0     |
| 2010/11                   | Feyenoord     | Eredivisie | 18    | 0     |
| 2011/12                   | FC Utrecht    | Eredivisie | 18    | 0     |
| Bijgewerkt tot 6 mei 2012 | Totaal        |            | 348   | 0     |

## Erelijst
- Landskampioen Nederland 1993 (Feyenoord)
- KNVB beker 1994, 1995 (Feyenoord)